# Damofon z Messeny
Damofon z Messeny – rzeźbiarz grecki, rodem z peloponeskiego miasta Messene, działający na Peloponezie w pierwszej połowie II wieku p.n.e., przedstawiciel nurtu klasycyzującego (tradycyjnego) w rzeźbiarstwie greckim okresu hellenistycznego i prekursor neoattycyzmu.
Damofon zdobył uznanie mistrzowsko przeprowadzoną konserwacją Zeusa Olimpijskiego. Dla świątyń peloponeskich wykonał wiele posągów kultowych w marmurze (np. Matkę i Lafrię dla rodzinnego miasta) oraz w archaicznej technice akrolitu (m.in. Ejlejtyję w Aigion, Hermesa i Afrodytę w Megalopolis). Z dzieł Damofona zachowały się fragmenty kolosalnej grupy kultowej z marmuru, tronujących bogiń chtonicznych Despoiny i Demeter, ze stojącymi po bokach Artemidą i Anytosem, pochodzące z około 180-160 p.n.e., odkryte w 1889 w ruinach świątyni Despoiny w arkadyjskiej Likosura. Obecnie fragmenty te znajdują się w Narodowym Muzeum Archeologicznym w Atenach. Formalnie Damofon łączył elementy stylu attyckiego z V-IV wiek p.n.e. z patosem szkoły pergameńskiej.